# Liste der denkmalgeschützten Objekte in Aderklaa
Die Liste der denkmalgeschützten Objekte in Aderklaa enthält die denkmalgeschützten, unbeweglichen Objekte der niederösterreichischen Gemeinde Aderklaa.

## Denkmäler
| Foto |                 | Denkmal                                                                    | Standort                               | Beschreibung | Metadaten |
| ---- | --------------- | -------------------------------------------------------------------------- | -------------------------------------- | --- | --- |
| ja   | Datei hochladen | Kath. Filialkirche Zur Schmerzhaften Muttergottes HERIS-ID: 10165seit 2022 | bei Dorfanger 27 Standort KG: Aderklaa | Die Kirche wurde nach Plänen von Kurt Eckel zwischen 1963 und 1965 erbaut. Sie besteht aus einem einfachen Raum, die 14 Glasfenster stammen von Josef Mikl, die Reliefs an der Stirnseite der Kirche sind von Fritz Tiefenthaler. | BDA-Hist.: Q14544109 Status: Bescheid Stand der BDA-Liste: 2025-06-30 Name: Kath. Filialkirche Zur Schmerzhaften Muttergottes GstNr.: 153/2 Filialkirche Aderklaa |